# My Oasis
My Oasis è un singolo del cantante britannico Sam Smith, pubblicato il 30 luglio 2020 come primo estratto dal terzo album in studio Love Goes.

## Descrizione
Il brano, che appartiene alla musica pop, vede la partecipazione del cantante nigeriano Burna Boy.

## Tracce
Testi e musiche di Sam Smith, Jimmy Nappes e Damini Ogulu.
1. My Oasis (feat. Burna Boy) – 2:59

## Formazione
Musicisti
- Sam Smith – voce
- Burna Boy – voce aggiuntiva
- Ben Jones – chitarra acustica
- Jimmy Nappes – basso, chitarra elettrica, programmazione, sintetizzatore
- Ilya – tastiera, percussioni, programmazione

Produzione
- Ilya – produzione, produzione vocale
- Jimmy Nappes – produzione
- Randy Merrill – mastering
- Steve Fitzmaurice – missaggio

## Classifiche
| Classifica (2020) | Posizione massima |
| ----------------- | ----------------- |
| Belgio (Vallonia) | 52                |
| Canada            | 70                |
| Croazia           | 36                |
| Irlanda           | 43                |
| Lituania          | 71                |
| Portogallo        | 140               |
| Regno Unito       | 43                |
| Stati Uniti       | 112               |
| Svizzera          | 52                |